# Браш, Ричард
Ричард Браш (англ. Richard Brush; род. 26 ноября 1984, Бирмингем, Англия) — английский футболист, вратарь клуба «Слайго Роверс».

## Карьера
До переезда в Ирландию Барш выступал за разные английские клубы. Начал свою карьеру в «Ковентри Сити» в 2003 году, но не провёл здесь ни одного матча, потом играл за «Тамуэрт» и «Шрусбери Таун». В 2006 году Браш перешёл в ирландский клуб «Слайго Роверс». Дебют в ирландской Премьер Лиге состоялся в июле 2006 года в игре против команды «Шелбурн». Контракт с «Шемрок Роверс» англичанин подписал 21 июля 2011 года, его дебют за новый клуб состоялся 3 сентября этого же года в игре против «Дандолка».

## Достижения
«Шемрок Роверс»
- Чемпион Ирландии: 2011

 «Слайго Роверс»
- Обладатель Кубка Ирландии: 2010

 «Слайго Роверс»
- Обладатель Кубка Ирландской лиги: 2010